# Russell County, Virginia
Russell County är ett administrativt område i delstaten Virginia, USA, med 28 897 invånare. Den administrativa huvudorten (county seat) är Lebanon.

## Geografi
Enligt United States Census Bureau har countyt en total area på 1 235 km². 1 230 km² av den arean är land och 5 km² är vatten.

### Angränsande countyn
- Dickenson County - nordväst
- Buchanan County - norr
- Tazewell County - öster
- Smyth County - sydost
- Washington County - söder
- Scott County - sydväst
- Wise County - väster

### Orter
- Castlewood
- Cleveland
- Dante (delvis i Dickenson County)
- Honaker
- Lebanon (huvudort)
- Raven (delvis i Tazewell County)
- St. Paul (delvis i Wise County)